# شری شپرد
شری شپرد (به انگلیسی: Sherri Shepherd) (زاده ۲۲ آوریل ۱۹۶۷) بازیگر آمریکایی است.
از آثار معروف او می‌توان به بازی در فیلم‌های پرشس، سالن زیبایی، حدس بزنید چه کسی و شماره یک: برای پول اشاره کرد.